# آلفرد فرای
آلفرد فرای (انگلیسی: Alfred Fry; January–March 1864 – ۱۵ مهٔ ۱۹۳۰) بازیکن فوتبال اهل بریتانیا بود.
از باشگاه‌هایی که در آن بازی کرده‌است می‌توان به باشگاه فوتبال ساوت‌همپتون اشاره کرد.